# NFL sezona 1991.
NFL sezona 1991. je 72. po redu sezona nacionalne lige američkog nogometa.
Sezona je počela 1. rujna 1991. Super Bowl XXVI je bio završna utakmica sezone, u kojoj su se 26. siječnja 1992. u Minneapolisu u Minnesoti na stadionu Metrodome sastali pobjednici AFC konferencije Buffalo Billsi i pobjednici NFC konferencije Washington Redskinsi. Pobijedili su Redskinsi rezultatom 37:24 i tako osvojili svoj peti naslov prvaka u povijesti, treći u eri Super Bowla.

## Poredak po divizijama na kraju regularnog dijela sezone
| AFC Istok              |     |     |     |      |     |     |
| Momčad                 | Pob | Por | Ner | %    | P+  | P-  |
| Buffalo Bills *        | 13  | 3   | 0   | 81,3 | 458 | 318 |
| New York Jets **       | 8   | 8   | 0   | 50,0 | 314 | 293 |
| Miami Dolphins         | 8   | 8   | 0   | 50,0 | 343 | 349 |
| New England Patriots   | 6   | 10  | 0   | 37,5 | 211 | 305 |
| Indianapolis Colts     | 1   | 15  | 0   | 6,3  | 143 | 381 |
| AFC Central            |     |     |     |      |     |     |
| Momčad                 | Pob | Por | Ner | %    | P+  | P-  |
| Houston Oilers *       | 11  | 5   | 0   | 68,8 | 386 | 251 |
| Pittsburgh Steelers    | 7   | 9   | 0   | 43,8 | 292 | 344 |
| Cleveland Browns       | 6   | 10  | 0   | 37,5 | 293 | 298 |
| Cincinnati Bengals     | 3   | 13  | 0   | 18,8 | 263 | 435 |
| AFC Zapad              |     |     |     |      |     |     |
| Momčad                 | Pob | Por | Ner | %    | P+  | P-  |
| Denver Broncos *       | 12  | 4   | 0   | 75,0 | 304 | 235 |
| Kansas City Chiefs **  | 10  | 6   | 0   | 62,5 | 322 | 252 |
| Los Angeles Raiders ** | 9   | 7   | 0   | 56,3 | 298 | 297 |
| Seattle Seahawks       | 7   | 9   | 0   | 43,8 | 276 | 261 |
| San Diego Chargers     | 4   | 12  | 0   | 25,0 | 274 | 342 |

| NFC Istok             |     |     |     |      |     |     |
| Momčad                | Pob | Por | Ner | %    | P+  | P-  |
| Washington Redskins * | 14  | 2   | 0   | 87,5 | 485 | 224 |
| Dallas Cowboys **     | 11  | 5   | 0   | 68,8 | 342 | 310 |
| Philadelphia Eagles   | 10  | 6   | 0   | 62,5 | 285 | 244 |
| New York Giants       | 8   | 8   | 0   | 50,0 | 281 | 297 |
| Phoenix Cardinals     | 4   | 12  | 0   | 25,0 | 196 | 344 |
| NFC Central           |     |     |     |      |     |     |
| Momčad                | Pob | Por | Ner | %    | P+  | P-  |
| Detroit Lions *       | 12  | 4   | 0   | 75,0 | 339 | 295 |
| Chicago Bears **      | 11  | 5   | 0   | 68,8 | 299 | 269 |
| Minnesota Vikings     | 8   | 8   | 0   | 50,0 | 301 | 306 |
| Green Bay Packers     | 4   | 12  | 0   | 25,0 | 273 | 313 |
| Tampa Bay Buccaneers  | 3   | 13  | 0   | 18,8 | 199 | 365 |
| NFC Zapad             |     |     |     |      |     |     |
| Momčad                | Pob | Por | Ner | %    | P+  | P-  |
| New Orleans Saints *  | 11  | 5   | 0   | 68,8 | 341 | 211 |
| Atlanta Falcons **    | 10  | 6   | 0   | 62,5 | 361 | 338 |
| San Francisco 49ers   | 10  | 6   | 0   | 62,5 | 393 | 239 |
| Los Angeles Rams      | 3   | 13  | 0   | 18,8 | 234 | 390 |

Napomena: * - ušli u doigravanje kao pobjednik divizije, ** - ušli u doigravanje kao wild-card, % - postotak pobjeda, P± - postignuti/primljeni poeni

## Doigravanje

### Pozicije za doigravanje
| Poz. | AFC                 | NFC                 |
| ---- | ------------------- | ------------------- |
| 1.   | Buffalo Bills       | Washington Redskins |
| 2.   | Denver Broncos      | Detroit Lions       |
| 3.   | Houston Oilers      | New Orleans Saints  |
| 4.   | Kansas City Chiefs  | Chicago Bears       |
| 5.   | Los Angeles Raiders | Dallas Cowboys      |
| 6.   | New York Jets       | Atlanta Falcons     |

### Utakmice u doigravanju
| Datum                 | Utakmica                                 | Rezultat        |
| Wild Card runda       | Wild Card runda                          | Wild Card runda |
| --------------------- | ---------------------------------------- | --------------- |
| 28. prosinca 1991.    | Kansas City Chiefs - Los Angeles Raiders | 10:6            |
| 28. prosinca 1991.    | New Orleans Saints - Atlanta Falcons     | 20:27           |
| 29. prosinca 1991.    | Chicago Bears - Dallas Cowboys           | 13:17           |
| 29. prosinca 1991.    | Houston Oilers - New York Jets           | 17:10           |
| Divizijska runda      |                                          |                 |
| 4. siječnja 1992.     | Washington Redskins - Atlanta Falcons    | 24:7            |
| 4. siječnja 1992.     | Denver Broncos - Houston Oilers          | 26:24           |
| 5. siječnja 1992.     | Buffalo Bills - Kansas City Chiefs       | 37:14           |
| 5. siječnja 1992.     | Detroit Lions - Dallas Cowboys           | 38:6            |
| Konferencijska finala |                                          |                 |
| 12. siječnja 1992.    | Buffalo Bills - Denver Broncos           | 10:7            |
| 12. siječnja 1992.    | Washington Redskins - Detroit Lions      | 41:10           |
| Super Bowl XXVI       |                                          |                 |
| 25. siječnja 1992.    | Washington Redskins - Buffalo Bills      | 37:24           |

## Nagrade za sezonu 1991.
| Nagrada                        | Osvajač         | Pozicija     | Momčad               |
| ------------------------------ | --------------- | ------------ | -------------------- |
| Najkorisniji igrač (MVP)       | Thurman Thomas  | running back | Buffalo Bills        |
| Igrač godine u napadu          | Thurman Thomas  | running back | Buffalo Bills        |
| Igrač godine u obrani          | Pat Swilling    | linebacker   | New Orleans Saints   |
| Trener godine                  | Wayne Fontes    | trener       | Detroit Lions        |
| Novajlija godine u napadu      | Leonard Russell | running back | New England Patriots |
| Novajlija godine u obrani      | Mike Croel      | linebacker   | Denver Broncos       |
| Najkorisniji igrač Super Bowla | Mark Rypien     | quarterback  | Washington Redskins  |

## Statistika

### Statistika po igračima

#### U napadu
- Najviše jarda dodavanja: Warren Moon, Houston Oilers - 4690
- Najviše jarda probijanja: Emmitt Smith, Dallas Cowboys - 1563
- Najviše uhvaćenih jarda dodavanja: Michael Irvin, Dallas Cowboys - 1523

#### U obrani
- Najviše obaranja quarterbacka (sackova):   Pat Swilling, New Orleans Saints - 17
- Najviše presječenih lopti:  Ronnie Lott, Los Angeles Raiders - 8

### Statistika po momčadima

#### U napadu
- Najviše postignutih poena: Washington Redskins - 485 (30,3 po utakmici)
- Najviše ukupno osvojenih jarda: Buffalo Bills - 390,8 po utakmici
- Najviše jarda osvojenih dodavanjem: Houston Oilers - 288,8 po utakmici
- Najviše jarda osvojenih probijanjem: Buffalo Bills - 148,8 po utakmici

#### U obrani
- Najmanje primljenih poena: New Orleans Saints - 211 (13,2 po utakmici)
- Najmanje ukupno izgubljenih jarda: Philadelphia Eagles - 221,8 po utakmici
- Najmanje jarda izgubljenih dodavanjem: Philadelphia Eagles - 150,8 po utakmici
- Najmanje jarda izgubljenih probijanjem: Philadelphia Eagles - 71,0 po utakmici

## Vanjske poveznice
- Pro-Football-Reference.com, statistika sezone 1991. u NFL-u
- NFL.com, sezona 1991.